# Stephen Bennet
Stephen Bennet, född 1691 i Rearsby Leicestershire, död 14 juli 1757 i Mo socken, Hälsingland var en brittisk-svensk fabrikör.
Bennet var född i Leicester, där han anlade en yllefabrik. 1720 flyttade han till Frankrike och anställdes 1729 av Jonas Alströmer vid manufakturverket i Alingsås, där han grundade strumpväveri, färgeri, kattunstryckeri med mera. 
Bennet blev 1736 direktör för Flors linnemanufakturi i Mo socken utanför Söderhamn och gjorde samma år på Alströmers order en resa till Tyskland för att studera schäferierna. Han resedagbok visar att han inte bara var intresserad av tekniskt främjade utan även av att utveckla rationellare jordbruksmetoder. I en 1745 utgiven folkskrift förespråkade han märgel som medel att förbättra åkerjorden.